# Drømmen og en dreng
Drømmen og en dreng er en dansk dokumentarfilm fra 1972 instrueret af Peter Ringgaard efter eget manuskript.

## Handling
Sigøjnerdrengen Pedro er kommet til Danmark fra Polen og går nu i dansk skole for at blive "rigtig dansker". Men hans tanker går tilbage til dengang, da han kom hertil sammen med en anden familie, som var rigtige, rejsende sigøjnere. Filmen skildrer hans drøm/mareridt ved mødet med denne fremmede verden.